# إيف ميلر
إيف ميلر (بالإنجليزية: Eve Miller) (8 أغسطس 1923 - 17 أغسطس 1973) ممثلة أمريكية ظهرت في 41 فيلماً بين عامي 1945 و 1961. ولدت في لوس أنجلوس، كاليفورنيا، وتوفيت في فان نويس بكاليفورنيا. انتحرت في الخمسين من عمرها.

## نشأتها
ولدت  إيف تيرنر  في لوس أنجلوس ، كاليفورنيا ترعرعت في سان فرانسيسكو، حيث كان والدها بائعًا للبيانو، غيرت لقبها عندما بدأت حياتها المهنية في الأفلام السينمائية.

## روابط خارجية
- New York Times account of Miller's 1955 suicide attempt, nytimes.com (الاشتراك مطلوب)
- إيف ميلر على موقع IMDb (الإنجليزية)
- إيف ميلر على موقع أول موفي (الإنجليزية)
- إيف ميلر على موقع قاعدة بيانات الأفلام السويدية (السويدية)
- إيف ميلر على موقع إن إن دي بي (الإنجليزية)
- إيف ميلر على موقع قاعدة بيانات الفيلم (الإنجليزية)
- إيف ميلر على موقع كينوبويسك (الروسية)